# Eric Wolf
Eric Robert Wolf (* 1. Februar 1923 in Wien als Erich Robert Wolf; † 6. März 1999 in Irvington, New York) war ein US-amerikanischer Anthropologe österreichischer Herkunft. Er wurde durch seine Studien Lateinamerikas und marxistische Ansichten bekannt.

## Leben
Eric Wolf war jüdischer Abstammung und der Sohn von Arthur George und Maria Ossinovsky Wolf. Er verbrachte seine Kindheit in Böhmen. Die Familie musste nach dem „Anschluss“ Österreichs und der dadurch entstanden Bedrohung durch die Nationalsozialisten 1938 zunächst nach England und dann 1940 in die USA emigrieren. In New York besuchte Wolf das Queens College.
Gegen Ende des Zweiten Weltkrieges kämpfte er in der 10. US-Gebirgsdivision in den italienischen Alpen. Hier lernte Eric Wolf in der Region Trentino-Südtirol die deutsch-italienische Sprachgrenze kennen. Gemeinsam mit John Cole erstellte er 1960/61 eine Studie über das Nonstal, die 1974 erstmals erschien.
Als zurückkehrender Soldat nutzte Eric Wolf die G. I. Bill of Rights, um sein Studium fortsetzen zu können. 1946 erwarb er seinen B. A. in Soziologie und Anthropologie. Anschließend studierte Wolf bei Ruth Benedict und Julian Haynes Steward an der Columbia University. Unter der Anleitung von Steward begann Wolf im Jahr 1947 in dem Projekt Die Völker von Puerto Rico mit der Feldforschung bei den Kaffeebauern. Mit seiner Dissertation zu diesem Forschungsprojekt wurde Wolf 1951 promoviert. Feldforschungen führte Wolf auch in Mexiko in den Jahren 1951/195252, 1954 und 1956 durch.
Eric Wolf lehrte an folgenden Universitäten:
- 1952–1955: Assistant Professor an der University of Illinois.
- 1955–1958: Assistant Professor an der University of Virginia.
- 1958–1959: Yale University.
- 1959–1960: Assistant Professor an der University of Chicago.
- 1961–1971: Professor an der University of Michigan in Ann Arbor. Hier organisierte er mit seinem Kollegen Marshall Sahlins das erste Teach-in gegen den Vietnamkrieg.
- 1971–1992: Distinguished Professor am Lehman College und am Graduiertenkolleg der City University of New York. Hier begann er 1974 mit der Arbeit an seinem Hauptwerk Europa und die Völker ohne Geschichte.

1986 wurde Wolf in die American Academy of Arts and Sciences gewählt, 1990 war er MacArthur Fellow. Ab 1995 war er Mitglied der National Academy of Sciences.

## Familie
Am 24. September 1943 heirateten Eric Wolf und Kathleen Bakeman. Die Ehe wurde 1972 geschieden. Wolf war in zweiter Ehe mit der Anthropologin Sydel Silverman verheiratet.

## Position
Die Columbia University war in der ersten Hälfte des 20. Jahrhunderts ein Stützpunkt der Kulturellen Anthropologie in den USA nach dem Verständnis von Franz Boas und seinen Schülern. Nach Boas’ Tod im Jahr 1942 kamen sein anthropologischer Stil, sein dezidierter Anti-Evolutionismus und seine positivistische Vorliebe für detaillierte Studien aus der Mode. Neuer Vorsitzender der anthropologischen Abteilung war Julian Steward geworden, der bei Robert Lowie und Alfred Kroeber studiert hatte. Steward vertrat eine Kulturökologie und zugleich als unorthodoxer Marxist eine evolutionistische Auffassung der Anthropologie: Er wollte erklären, wie Gesellschaften entstehen und sich an ihre Umwelt anpassen können.
Wolf gehörte zu einer Gruppe älterer linker sowie marxistischer Studenten, die sich halbironisch Mundial Upheaval Society (wörtlich: Weltliche Umwälzungsgesellschaft) nannte. Diese fortschrittlichen Studenten hatten die Große Depression bewusst erlebt und am Zweiten Weltkrieg teilgenommen. Wolf selbst erwähnte folgende Kommilitonen als MUS Mitglieder:
- Sidney Mintz, Morton Fried, Elman Service, Stanley Diamond, Daniel McCall, Robert Manners, Rufus Mathewson und John Murra als Zaungast.[1] Robert F. Murphy und der jüngere Marvin Harris waren ebenfalls Studenten Stewards, die später bekannt und einflussreich wurden.

Die Relevanz Eric Wolfs für die Anthropologie ist darin begründet, dass er sich während der 1970er und 1980er Jahre mit Themen wie Macht, Politik und Kolonialismus beschäftigte, als diese Phänomene im Mittelpunkt disziplinärer Aufmerksamkeit standen. Europe and the People Without History demonstriert, dass die Nicht-Europäer lange Zeit vor der europäischen Expansion komplexe Handelsnetze aufgebaut hatten und seit Christoph Kolumbus in globale Prozesse wie dem Pelz- und Sklavenhandel gefangen waren: Die außereuropäischen Völker waren nicht „in der Zeit gefroren“ oder „isoliert“, sondern immer tief in die Weltgeschichte eingebunden. Europe and the People Without History gilt als „ein Klassiker der Ethnologie“.
In den letzten Jahren seines Lebens warnte Wolf vor einer „intellektuellen Entwaldung“, die auftrete, wenn sich die Anthropologie auf theoretische Höhenflüge begebe, statt sich auf die Realitäten des Lebens und der Feldforschung zu konzentrieren.

## Veröffentlichungen
Autor
- The Mexican Bajío in the 18th Century. Tulane University, Middle American Research Institute 1955.
- Sons of the Shaking Earth. The People of Mexico and Guatemala. The University of Chicago Press, Chicago 1959.
- Anthropology. Englewood Cliffs, Prentice-Hall, New Jersey 1964.
- Peasants. Englewood Cliffs, Prentice-Hall, New Jersey 1966.
- Peasant Wars of the Twentieth Century. Harpercollins College, New York 1969.
- Europe and the People Without History. University of California Press, Berkeley 1982, ISBN 0-520-04898-9, Neuauflage 1997.
  - Deutsche Ausgabe: Die Völker ohne Geschichte. Europa und die andere Welt seit 1400. Aus dem Amerikanischen von Niels Kadritzke. Campus, Frankfurt am Main 1986, ISBN 3-593-33668-5
- The Human Condition in Latin America. Gemeinsam mit Edward C. Hansen. Oxford Uni Press, New York 1979, ISBN 0-19-501569-X
- The Hidden Frontier. Ecology and Ethnicity in an Alpine Valley. Gemeinsam mit John W. Cole. Academic Press, New York u. London 1974.
  - Neuauflage: Berkeley University of California Press, 1999, ISBN 0-520-21681-4
  - Deutsche Ausgabe: Die unsichtbare Grenze. Ethnizität und Ökologie in einem Alpental. Aus dem Amerikanischen von Günther Cologna, Folio, Wien 1995, ISBN 978-3-85256-002-1
- Envisioning Power. Ideologies of Dominance and Crisis, Berkeley 1999.
- mit Sydel Silverman: Pathways of Power. Building an Anthropology of the Modern World, University of California Press, Berkeley 2001.

Herausgeber
- Religious Regimes and State-Formation. Perspective from European Ethnology. State University of New York Press 1991.

## Sekundärliteratur
- Jan Abbink u. Hans Vermeulen (Hrsg.): History and Culture. Essays on the Work of Eric R. Wolf. Spinhuis, Amsterdam 1992, ISBN 90-73052-19-X.
- T. Assad: Are There Histories of Peoples Without Europe?. In: Comparative Studies in Society and History. Bd. 29, 1987, S. 594–607.
- Carola Lentz: Eric Wolf. In: Christian F. Feest, Karl-Heinz Kohl (Hrsg.): Hauptwerke der Ethnologie (= Kröners Taschenausgabe. Band 380). Kröner, Stuttgart 2001, ISBN 3-520-38001-3, S. 514–519.
- Jane Schneider u. Rayna Rapp (Hrsg.): Articulating Hidden Histories. Exploring the Influence of Eric R. Wolf. University of California Press, Berkeley 1995, ISBN 0-520-08582-5.

Lexikaeinträge
- Handbuch österreichischer Autorinnen und Autoren jüdischer Herkunft 18. bis 20. Jahrhundert. Hrsg.: Österreichische Nationalbibliothek, Wien. K. G. Saur, München 2002, ISBN 3-598-11545-8 (Band 3) S. 1497.
- Wolf, Erich R., in: Werner Röder; Herbert A. Strauss (Hrsg.): International Biographical Dictionary of Central European Emigrés 1933–1945. Band 2,2. München : Saur, 1983, S. 1257